# 居住區
居住區是指以住宅为主的區域。不同的居住區之间可能会有很大差异。例如有些居住區以独立式洋房為特色，此類往往是低密度社區，品質和居住環境相對較好，還有一些以集合住宅為特色。有些居住區內可能有一些商店，也有可能居住區內沒有任何商店。